# Église Saint-Martin de Quetigny
L’église Saint-Martin est située dans l'agglomération de la ville de Dijon, dans la commune de Quetigny. 

## Localisation
L'église est située dans le département français de la Côte-d'Or, sur la commune de Quetigny.